# Campeonato Mundial de Halterofilismo de 2015 - Até 53 kg feminino
A categoria até 53 kg feminino foi um evento do Campeonato Mundial de Halterofilismo de 2015, disputado no Centro de Convenções George R. Brown, em Houston, nos Estados Unidos, entre 21 e 22 de novembro de 2015. 

## Calendário
Horário local (UTC-6) 
| Dia            | Horário | Fase    |
| -------------- | ------- | ------- |
| 21 de novembro | 11:00   | Grupo C |
| 21 de novembro | 21:30   | Grupo B |
| 22 de novembro | 14:55   | Grupo A |

## Medalhistas
| Evento    | Ouro                | Ouro   | Prata               | Prata  | Bronze             | Bronze |
| --------- | ------------------- | ------ | ------------------- | ------ | ------------------ | ------ |
| Arranque  | Chen Xiaoting (CHN) | 101 kg | Hsu Shu-ching (TPE) | 96 kg  | Hidilyn Diaz (PHI) | 96 kg  |
| Arremesso | Hsu Shu-ching (TPE) | 125 kg | Chen Xiaoting (CHN) | 120 kg | Hidilyn Diaz (PHI) | 117 kg |
| Total     | Hsu Shu-ching (TPE) | 221 kg | Chen Xiaoting (CHN) | 221 kg | Hidilyn Diaz (PHI) | 213 kg |

## Recordes
Antes desta competição, o recorde mundial da prova era o seguinte:
| Recorde         | Tipo      | Atleta                   | Peso   | Local     | Data                   |
| Recorde Mundial | Arranque  | Li Ping (CHN)            | 103 kg | Guangzhou | 14 de novembro de 2010 |
| Recorde Mundial | Arremesso | Zulfiya Chinshanlo (KAZ) | 134 kg | Almaty    | 10 de novembro de 2014 |
| Recorde Mundial | Total     | Hsu Shu-ching (TPE)      | 233 kg | Incheon   | 21 de setembro de 2014 |

## Resultado
Os resultados foram os seguintes. 
| Pos.              | Atleta                              | Grupo | Peso  | Arranque (kg) | Arranque (kg) | Arranque (kg) | Arranque (kg)     | Arremesso (kg) | Arremesso (kg) | Arremesso (kg) | Arremesso (kg)    | Total |
| Pos.              | Atleta                              | Grupo | Peso  | 1             | 2             | 3             | Resultado         | 1              | 2              | 3              | Resultado         | Total |
| ----------------- | ----------------------------------- | ----- | ----- | ------------- | ------------- | ------------- | ----------------- | -------------- | -------------- | -------------- | ----------------- | ----- |
| Medalha de ouro   | Hsu Shu-ching (TPE)                 | A     | 52.61 | 96            | 96            | 101           | Medalha de prata  | 120            | 120            | 125            | Medalha de ouro   | 221   |
| Medalha de prata  | Chen Xiaoting (CHN)                 | A     | 52.78 | 97            | 101           | 104           | Medalha de ouro   | 120            | 120            | 120            | Medalha de prata  | 221   |
| Medalha de bronze | Hidilyn Diaz (PHI)                  | A     | 52.97 | 94            | 96            | 100           | Medalha de bronze | 115            | 117            | 121            | Medalha de bronze | 213   |
| 4                 | Sopita Tanasan (THA)                | A     | 50.34 | 90            | 95            | 100           | 4                 | 110            | 115            | 115            | 5                 | 210   |
| 5                 | Rattanaphon Pakkaratha (THA)        | A     | 52.97 | 83            | 86            | 89            | 7                 | 111            | 116            | 116            | 4                 | 205   |
| 6                 | Margarita Yelisseyeva (KAZ)         | A     | 52.82 | 82            | 88            | 90            | 6                 | 107            | 112            | 115            | 7                 | 202   |
| 7                 | Marina Sisoeva (UZB)                | A     | 52.66 | 88            | 92            | 92            | 8                 | 108            | 112            | 116            | 6                 | 200   |
| 8                 | Iulia Paratova (UKR)                | A     | 52.72 | 90            | 93            | 93            | 5                 | 105            | 108            | 112            | 10                | 198   |
| 9                 | Ana Margot Lemos (COL)              | A     | 52.74 | 85            | 85            | 87            | 11                | 105            | 109            | 109            | 9                 | 194   |
| 10                | Rebeka Koha (LAT)                   | A     | 52.49 | 84            | 86            | 87            | 9                 | 101            | 105            | 107            | 16                | 192   |
| 11                | Génesis Rodríguez (VEN)             | A     | 52.90 | 87            | 87            | 87            | 10                | 105            | 109            | 109            | 18                | 192   |
| 12                | Ayşegül Çoban (TUR)                 | A     | 52.38 | 75            | 80            | 82            | 19                | 107            | 111            | 116            | 8                 | 191   |
| 13                | Kanae Yagi (JPN)                    | B     | 52.46 | 81            | 84            | 84            | 12                | 104            | 104            | 107            | 12                | 191   |
| 14                | Rusmeris Villar (COL)               | B     | 52.72 | 82            | 85            | 85            | 18                | 105            | 108            | 110            | 11                | 190   |
| 15                | Sema Acartürk (TUR)                 | B     | 52.36 | 79            | 79            | 82            | 17                | 102            | 106            | 106            | 14                | 188   |
| 16                | Yoon Jin-hee (KOR)                  | C     | 52.42 | 75            | 80            | 83            | 15                | 98             | 103            | 105            | 15                | 188   |
| 17                | María Sierra (VEN)                  | B     | 52.53 | 75            | 80            | 80            | 20                | 100            | 103            | 105            | 17                | 185   |
| 18                | Syarah Anggraini (INA)              | B     | 52.59 | 80            | 84            | 86            | 13                | 101            | 105            | 105            | 23                | 185   |
| 19                | Santoshi Matsa (IND)                | B     | 51.84 | 78            | 82            | 82            | 23                | 102            | 106            | 108            | 13                | 184   |
| 20                | Dika Toua (PNG)                     | B     | 52.81 | 76            | 80            | 80            | 22                | 103            | 106            | 109            | 20                | 183   |
| 21                | Lola Kadirova (UZB)                 | B     | 52.85 | 80            | 84            | 87            | 14                | 95             | 99             | 99             | 25                | 183   |
| 22                | Atenery Hernández (ESP)             | C     | 52.60 | 77            | 80            | 82            | 21                | 97             | 100            | 102            | 22                | 182   |
| 23                | Erika Yamasaki (AUS)                | B     | 52.49 | 78            | 82            | 83            | 16                | 98             | 102            | 102            | 26                | 181   |
| 24                | Dewi Safitri (INA)                  | B     | 52.27 | 74            | 77            | 77            | 24                | 99             | 102            | 105            | 21                | 179   |
| 25                | Giorgia Russo (ITA)                 | C     | 52.56 | 74            | 74            | 78            | 29                | 94             | 99             | 104            | 19                | 178   |
| 26                | Yafreisy Silvestre (DOM)            | B     | 52.70 | 76            | 80            | 80            | 28                | 97             | 101            | 101            | 24                | 177   |
| 27                | Basma Emad (EGY)                    | C     | 52.64 | 73            | 76            | 78            | 26                | 92             | 95             | 100            | 27                | 171   |
| 28                | Anna Govelyan (ARM)                 | B     | 52.69 | 76            | 76            | 80            | 27                | 94             | 98             | 98             | 28                | 170   |
| 29                | Aksana Zalatarova (ISR)             | C     | 52.77 | 72            | 75            | 77            | 25                | 87             | 90             | 92             | 31                | 167   |
| 30                | Yu Weili (HKG)                      | C     | 52.47 | 70            | 75            | 75            | 33                | 85             | 90             | 93             | 29                | 163   |
| 31                | Wioleta Jastrzębska (POL)           | C     | 51.68 | 70            | 70            | 74            | 31                | 88             | 90             | 92             | 30                | 162   |
| 32                | Gansereeteriin Baasanjargal (MGL)   | C     | 52.54 | 68            | 73            | 75            | 30                | 75             | 84             | 84             | 36                | 157   |
| 33                | Niulis González (CUB)               | C     | 51.70 | 67            | 70            | 73            | 32                | 85             | 90             | 90             | 33                | 155   |
| 34                | Scarleth Mercado (NCA)              | C     | 52.99 | 65            | 70            | 70            | 37                | 85             | 90             | 93             | 32                | 155   |
| 35                | Oyuuntungalagiin Bayartsetseg (MGL) | C     | 52.79 | 68            | 72            | 72            | 34                | 85             | 90             | 90             | 34                | 153   |
| 36                | Sini Kukkonen (FIN)                 | C     | 51.75 | 66            | 67            | 69            | 35                | 84             | 88             | 88             | 35                | 151   |
| 37                | Christina Ejstrup (DEN)             | C     | 52.69 | 65            | 67            | 68            | 36                | 83             | 85             | 86             | 37                | 148   |
| 38                | Sofía Rito (URU)                    | C     | 52.94 | 64            | 67            | 67            | 38                | 83             | 85             | 86             | 38                | 147   |
| —                 | Kimberly Taguacta (GUM)             | C     | 52.58 | 60            | 60            | 60            | —                 | 80             | 80             | 80             | —                 | —     |